# ساکوراکو کونیشی
ساکوراکو کونیشی (انگلیسی: Sakurako Konishi؛ زادهٔ ۲۹ مارس ۱۹۹۸) بازیگر اهل ژاپن است.